# Corrector Yui
Corrector Yui (コレクター・ユイ, Korekutā Yui) é uma série de anime criado por Kia Asamiya. O autor tinha em mente homenagear Sailor Moon, um anime do mesmo gênero, mas o projeto também contou com influências de Card Captor Sakura e Shadow Lady. Existe também um mangá, feita pela mangaka Keiko Okamoto, Editado na revista Ciao. A série se compõe de 52 episódios divididos em duas temporadas de 26 cada.

## Enredo
É o ano de 2020 e os computadores já estão integrados praticamente por completo na vida das pessoas. Porém, a garota Yui Kasuga tem sérias dificuldades para usar o próprio computador, apesar do seu pai ser um programador. Um super computador de nome Grosser deseja tomar o controle da COM.net (a internet como é globalmente conhecida na história) e os programas que foram criados para pará-lo (conhecido como Correctors) precisam da ajuda da garota, Onde ela é recrutada por um software de nome I.R. Ela recebe poderes mágicos e o poder de fazer downloads de trajes elementais, roupas que contém os elementos da natureza e os poderes necessários para deter Grosser e seus vírus de computador.
Na primeira temporada (First Term), a série se desenrola na guerra da Corrector contra Grosser. E o desenrolar da história se dá de acordo com que a garota vai encontrando os outros softwares Correctors que vão ajudá-la. É explorado também os conflitos internos entre as personagens e ao pouco vai se descobrindo o criador dos Correctors e sua relação com o computador infectado.
Na segunda temporada (Second Term) Yui e seus amigos vão lutar contra um misterioso vírus que ameaça a rede rapidamente, E ainda vão lidar com uma garota misteriosa de nome Corrector Ai, que também está atrás do vírus e parece ser solitária, tentando resolver as coisas do seu próprio jeito. A chave do mistério está em torno de uma garota que está perdida na rede e pode estar relacionada com as devastadoras aparições do vírus.

## Anime
Corrector Yui é um anime produzido pela Nippon Animation (a mesma de Dartacão, Willy Fog, Hunter x Hunter). Ele junta uma parcela de Sakura Card Captors, Sailor Moon e Shadow Lady em apenas um anime. Kia Asamiya foi oferecer a rede de TV NHK a versão animada de Steam Detective, um outro mangá de grande sucesso do autor. No entanto, ele saiu da NHK com um pedido de um anime e um mangá original.

Kia Asamiya é conhecido por sempre criar histórias com temas e estilos bem diversos, incluindo principalmente o seu gosto evidente pelo futuro e ficção científica. Por isso que suas criações são feitas para um público mais velho, e principalmente masculino.
Então, ao contrário do seu próprio estilo, Kia Asamiya decidiu criar personagens do estilo Mahou Shoujō (meninas com poderes mágicos). A princípio, o autor queria fazer uma homenagem à Sailor Moon, mas no fim havia criado um anime cheio de semelhanças com Sakura Card Captors e com toques das aventuras de Serena e suas amigas. Assim foi criado Corrector Yui.

Apesar de oficialmente ter sido criado por Kia Asamiya, as aventuras da jovem Yui Kasuga tiveram duas versões em mangá, que foram lançadas simultaneamente com a versão animada. A primeira versão foi escrita e desenhada pelo próprio Asamiya; já a segunda foi assinada por Keiko Okamoto, uma especialista em Shoujō mangá, famosa pelos seus trabalhos na revista japonesa para meninas Nakayoshi. Por ter duas versões, é natural que haja uma diferença de traço - tanto é que a versão desenhada por Kia Asamiya é a mais rara e difícil de achar. Para fazer a história do mangá, Keiko Okamoto se baseou na série animada.

Apesar de não ter sido um grande sucesso, Corrector Yui conseguiu conquistar um grande número de fãs, tanto no Brasil quanto nos países em que foi exibido.

## Personagens principais

### Mundo atual
- Yui Kasuga [春日結（かすが ゆい）]: Uma estudante do ensino fundamental com habilidades acadêmicas bem duvidosas, Yui é mostrada crescendo e aumentando suas habilidades durante a série, assumindo a identidade secreta on-line de "Corrector Yui". Enquanto é mostrada incompetente para lidar fisicamente com computadores, Yui no mundo virtual é uma guerreira poderosa, com habilidade de rapidamente arrumar qualquer dano e lutar com os vírus mais poderosos de Grosser. Sua maneira otimista de lidar com as coisas é uma das suas melhores habilidades, além da sua aspiração a autora de mangá e dubladora.

- Haruna Kisaragi [如月春菜 （きさらぎはるな）: Melhor amiga de Yui. É educada, calma e cuidadosa. Sua inteligência e habilidade nata para lidar com computadores faz dela uma candidata perfeita para Corrector, assim como esperava o professor Inukai. Desde o começo ela seria a Corrector, porém I.R. a confundiu com Yui, com a intervenção de Grosser. Quando Inukai transferiu para ela as tarefas e poderes de Corrector, Grosser a manipulou, transformando-a em Dark Haruna, mais tarde salva por Yui. Apesar de suas habilidades, ela não queria ser Corrector e por isso desistiu. Na segunda temporada ela retorna para ajudar Yui, continuando assim até o fim da segunda temporada.

- Ai [篠崎愛（しのざき あい）, Shinozaki Ai]: Uma tímida e misteriosa garota que se tornou uma Corrector pelo seu próprio jeito na segunda temporada. Sua experiência no passado mostra ser a razão das suas atitudes frias e sua personalidade antipática, uma máscara para proteger a si mesma. Enquanto na maioria das vezes ela faz seu trabalho de maneira rápida e eficiente, as ações de Yui às vezes forçam sua consciência à ajudar a garota. É parente de Shun, e se muda para a casa dele, passando a ser vizinha de Yui. Ela se torna Corrector, procurando pela pequena garotinha que carrega um urso de pelúcia (intitulada como "Pequena Ai".), que acredita estar conectada com o coma da sua mãe.

### Programadores da COM.net
- Professor Mototsugu Inukai [犬養博士（いぬかいはかせ）]: Criador do super computador Grosser e os Correctors. Tentou parar Grosser enviando os Corrector, mas foi interceptado por ele e acabou jogando seu carro de um precipício em um acidente. Seu corpo fica inconsciente no hospital, anestesiado, enquanto sua memória fica viajando pela COM.net procurando ajuda e fugindo dos vírus de Grosser. Quando sua memória é restaurada, ele decide passar as habilidades e tarefas de Corrector para Haruna, já que considera Yui não tão competende para a tarefa. Mais tarde, Synchro consegue convencê-lo de que Yui pode ser uma Corrector e ele reconsidera sua decisão. No final ele finalmente aceita Yui como Corrector, e ajuda a garota a reparar e reconstruir seu novo Traje Elemento, colocando-a assim no time novamente.

- Shintaro Shinozaki [犬養博士（いぬかいはかせ）]: Pai de Ai. Faz parte do time que originalmente criou a COM.net. Sua morte fez com que Ai tentasse esconder seus sentimentos, primeiramente para não preocupar a mãe. É pouco citado durante a série.

- Ryo Kurokawa [黒川良）]: Aparece na segunda temporada. Era um dos membros do time de programadores da COM.net, Porém Inukai e Shintaro eram contra suas filosofias de design e construção da rede, e ele foi removido do time de programação. Desapareceu na rede e criou o vírus Bugles, planejando seu uso para destruir a COM.net e construir uma nova COM.net. Quando Azusa Shinozaki tentou liberar a "Pequena Ai", Ele foi morto por acidente nesse lugar, e sua mente permaneceu na rede, interagindo com o vírus Bugles.

### Outras personagens
- Shun Tōjo [東条瞬（とうじょう しゅん）]: Vizinho de Yui faz muitos anos. O rapaz não sabe, mas desde a primeira vez que o viu, Yui se apaixonou por ele. É um habilidoso estudante de engenharia e biotecnologia, e costuma ajudar (indiretamente) Yui em suas tarefas de Corrector. No final da primeira temporada, foi manipulado por Grosser para ser usado como isca contra Yui e fazê-lo lutar contra os Correctors mas foi salvo por eles. Na segunda temporada ele, devido aos estudos, se muda para o exterior; não voltando a aparecer mais durante a série.

- Shin'ichi Kasuga [春日伸一]） e Sakura Kasuga [春日さくら]: Pais de Yui.

- Aikiko Yanagi [柳アキコ], Reiko Kan'nonzaki [観音崎レイコ], Ichitaro Ishikawa [市川一太郎], Hidetoshi Kobayashi [小林ヒデト] e Takashi Füji [富士タカシ]: Amigos de Yui e Haruna.

- Professora Manami Sayama [佐山まなみ]: Professora de Yui e Haruna. É uma boa professora, paciente e carinhosa com seus alunos. Seu jeito infantil costuma causar problemas.

- Azusa Shinozaki [篠崎あずさ]: Mãe de Ai. Sofreu um acidente que a deixou em coma, por culpa de um problema severo nas conexões entre seu corpo e alma. Sua alma foi aprisionada por Ryo Kurokawa, Após sua tentativa de liberar a "pequena Ai", que resultou no acidente que matou Ryo e fez com que a garota fugisse, navegando livre pela COM.net.

## Correctors
- Control: Corrector #1, O Regulador. Elemento ar, Poder de super velocidade e idade aparente de vinte anos. Tem uma auto-estima exageradamente alta, e tenta impor sua liderança perante os outros Correctors. Tem uma queda por Anty.

- Synchro: Corrector #2, O Sincronizador. Elemento fogo, Espadachim e idade aparente de vinte e cinco anos. Era o corruptor Lobo Guerreiro (chamado várias vezes de cachorrinho pela Yui), contra sua vontade. Depois de abandonar essa forma, Synchro se torna uma boa pessoa, e se apaixona por Yui. Infelizmente, com o vírus Buggles, ele volta a ter a forma do Lobo Guerreiro mas, no final da série, consegue se curar do vírus e voltar a sua forma normal.

- Anty (Formiga): Corrector #3, A Vidente. Elemento ar, Poder de prever o futuro e idade aparente de vinte e três anos. Costuma ser gentil, mas quando entra em uma briga sua personalidade forte e seu grande poder entram em ação.

- Ecco: Corrector #4, O preservador da Natureza. Elemento água e idade aparente de sete anos. Apesar de ser um garotinho, adora a natureza e odeia tudo que a destrói. Não dá trégua para os que a destroem, Nem que sejam seus companheiros (O que ocorreu com Synchro nos últimos episódios da primeira temporada, quando ele ainda era Lobo Guerreiro. Ecco demorou para perdoá-lo.) Tem um forte poder sobre a natureza ao seu redor.

- Rescue (Pupas): Corrector #5, A Protetora. Elemento água, Poder de cura e idade aparente de dezessete anos. Tem um jeito infantil e adora todos. É incapaz de fazer mal a qualquer pessoa, mesmo aos corruptores e é ótima para solucionar enigmas. Quando luta, ela tem a mania de pregar peças nos inimigos, como na corruptora Freeze.

- Paz: Corrector #6, O Pacificador. Elemento fogo, Poder de criar qualquer tipo de arma e idade aparente de sessenta e cinco anos. Apesar do seu poder, ele não usa as armas que cria, pois deseja a paz mundial. Sua utilidade é criar armas para outros corrector utilizarem.

- Follow (Morfus): Corrector #7, O Obediente. Elemento terra, Poder de se transformar em qualquer objeto ou pessoa, Inclusive imitando sua voz. Idade aparente de vinte e oito anos. É um homem gigante, engraçado e divertido, e simpatiza muito com Yui. Sempre se transforma em alguma coisa útil quando seus amigos estão precisando.

- I.R.: Corrector #8, O Instalador. Elemento terra, Poder de instalar e executar programas. É um software que auxilia Yui em suas missões e a explica sobre os Correctors, os Corruptores e a COM.net. Na primeira fase do anime ele ajudava a garota a instalar seus Trajes Elementais, O que não acontece mais na segunda fase do anime (O software é aprimorado e Yui começa a instalar seu trajes sozinha, o que faz I.R. se sentir inútil e tentar fugir no primeiro episódio da segunda temporada).

## Dublagem
| Personagem                 | Voz                   |
| Yui Kasuga                 | Iara Riça             |
| I.R.                       | Hércules Franco       |
| Ai Shinozaki               | Nair Amorim           |
| Haruna Kisaragi            | Priscila Amorim       |
| Professor Kototsugo Inukai | Francisco José Corrêa |
| Control                    | Felipe Grinnan        |
| Antie                      | Lina Rossana          |
| Rescue                     | Flávia Saddy          |
| Ecco                       | João Capelli          |
| Paz                        | Miguel Rosenberg      |
| Follow                     | Peterson Adriano      |
| Synchro / Lobo Guerreiro   | Ronaldo Júlio         |
| Freeze                     | Sumara Louise         |
| Vírus                      | José Santa Cruz       |
| Jaggy                      | Mauro Ramos           |
| Grosser                    | Maurício Berger       |
| Ryo Kurokawa               | Sérgio Stern          |
| Shun Toujou                | Christiano Torreão    |
| Shin'ichi Kasuga           | Dário de Castro       |
| Sakura Kasuga              | Márcia Morelli        |
| Azusa Shinozaki            | Fabíola Martins       |
| Shintaro Shinozaki         | Nizo Neto             |
| Professora Manami Sayama   | Dilma Machado         |
| Reiko Kan'nonzaki          | Mariana Torres        |
| Akiko Yanagi               | Ana Lúcia Menezes     |
| Takashi Füji               | Marcos Souza          |
| Ichitaro Ishikawa          | Diego Larrea          |
| Hidetoshi Kobayashi        | Ronalth Abreu         |

## Músicas
Temas de abertura:
- "Eien to Iu Basho" (永遠という場所): "Um lugar chamado Eternidade", por Kyouko com Masayoshi Yamazaki & Sugashiko (Episódios 01-26)
- "Tori ni naru Toki" (鳥になる時): "Quando eu virar um pássaro", por Satsuki (Episódios 27-52)

Temas de encerramento:
- "Mirai"(未来): "Futuro" , por LEGOLGEL (Episódios 01-26)
- "Requiem" (レクイエム) por Satsuki (Episódios 27-52)

## Guia de episódios - Primeira temporada [First Term]
| - 1 - Vamos para a COM.net! - 2 - Cuidado com o e-mail ofensivo - 3 - Cuidado com o que você come - 4 - Problemas na rede de Quiromancia do amor - 5 - Ouça a canção da natureza - Parte 1 - 6 - Ouça a canção da natureza - Parte 2 - 7 - Problemas na rede O-EDO - 8 - Ajudem a Rescue! - 9 - A odisséia espacial de Yui - 10 - Perigo na casa de doces e biscoitos - 11 - Encontro Duplo - Parte 1 - 12 - Encontro Duplo - Parte 2 - 13 - O mistério dos oito Correctors | - 14 - Duelo na rede do faroeste - 15 - Investigação no Expresso Oriente - 16 - O treinamento de Jaggy - 17 - O uivo do Lobo Guerreiro - 18 - 00Yui: A espiã principiante - 19 - Yui: Uma princesa em treinamento - 20 - Grosser quer Haruna - 21 - Synchro, o último Corrector - 22 - O Anjo Negro - 23 - Corrector versus Corrector - 24 - A decisão de Yui - 25 - Ataque ao castelo de Grosser - 26 - Um novo começo |

## Guia de episódios - Segunda temporada [Second Term]
| - 1 - Não precisamos mais de I.R? - 2 - Não precisamos mais da Corrector Yui? - 3 - A garotinha perdida - 4 - Yui e Ai, uma batalha teatral - 5 - Eu quero ser cartunista - 6 - Campo de batalha 200°C - 7 - Como ser popular com as garotas - 8 - A busca ao sol - 9 - Yui vira uma popstar - 10 - Nettie desapareceu - 11 - Freeze volta as aulas - 12 - Aula particular com Ai - 13 - Paz fica violento! | - 14 - As fontes de água termais - 15 - Volta ao mundo em oito horas - 16 - Socorro Corrector Haruna - 17 - Yui apaixonada? - 18 - Problemas na biblioteca de Jaggy - 19 - A menina dos girassóis - 20 - O Trio Corrector - 21 - A trágica Freeze - 22 - Quem é Corrector Ai? - 23 - Corrector Ai, Ai e I - 24 - COM.net em perigo! - 25 - COM.net está prestes a ser destruída! - 26 - Somos todos amigos |